# Indigofera guthriei
Indigofera guthriei är en ärtväxtart som beskrevs av Harry Bolus. Indigofera guthriei ingår i släktet indigosläktet, och familjen ärtväxter. Inga underarter finns listade i Catalogue of Life.